# Abutilon mendoncae
Abutilon mendoncae är en malvaväxtart som beskrevs av E. G. Baker. Abutilon mendoncae ingår i släktet klockmalvor, och familjen malvaväxter. Inga underarter finns listade i Catalogue of Life.